# Rohri
Rohri (ourdou : روهڙي) est une ville du district de Sukkur dans la région de Sind au Pakistan.
Située à proximité de Sukkur, la ville est notamment connue pour le pont Lansdowne qui relie les deux villes.

## Histoire
De nombreux artéfacts datant de l'âge de la pierre, du paléolithique supérieur et du Mésolithique ont été retrouvés dans les hauteurs de la ville de Rohri, où de nombreuses usines d'artéfacts en pierre ont été découvertes (John Evans, 1966; Blanford, 1880; Marshall, 1931; de Terra et Paterson, 1939). Ce regroupement de sites de production paléolithiques constitue le plus grand de tout le sous-continent asiatique, couvrant une zone de 40 kilomètres sur 16. On y trouve principalement des roches de calcaire, et le lieu a été transformé en mines d'extraction de calcaire revendu aux fabricants de ciment.
En octobre 2016, lors de la célébration nocturne d'une fête locale, la Taazia Karbala Mualla, 300 participants ont suffoqué simultanément des suites de l'épaisse humidité qui envahit parfois la zone. Deux personnes en sont mortes.

## Démographie
La population de la ville a été multipliée par près de trois entre 1972 et 2017, passant de 26 818 habitants à 69 920. Entre 1998 et 2017, la croissance annuelle moyenne s'affiche à 2,3 %, semblable à la moyenne nationale de 2,4 %. Selon le recensement de 2023, la population de la ville monte à 92 135 habitants.
|            | 1972 (rec.) | 1981 (rec.) | 1998 (rec.) | 2017 (rec.) | 2023 (rec.) |
| ---------- | ----------- | ----------- | ----------- | ----------- | ----------- |
| Population | 26 818      | 31 332      | 45 731      | 69 920      | 92 135      |